# Војводство Савоја
Војводство Савоја је била држава под влашћу Савојске династије која је постојала у периоду од 1416. до 1860. године.

## Историја
Војводство Савоја настало је 1416. године када је Жигмунд Луксембуршки, цар Светог римског царства, дао титулу војводе Амадеу VIII. Притисак суседних сила, нарочито Француске, спречавао је развој Савоје. Владавина Амадеа представља прекретницу у економији и политици државе. Он шири територију Савоје победама над Војводством Монферата и Господством Салуцо. Спроводи реформе. Амадео се 1434. године повукао да живи пустињачким животом. Основао је ред Светог Мориса. Он је 1439. године изабран за антипапу Феликса V. Још један од Амадеових успеха било је стварање кнежевине Пијемонт августа 1424. године. Наследио га је млађи син Луј. Луја је наследио неспособни Амадео IX на кога је велики утицај имала жена Јоланда, сестра Луја XI. Француска у ово време има велики утицај на Савоју. Амадеа је наследио син Филиберт I који умире са седамнаест година након десетогодишње владавине. Следећи владар је Карло I, Карла Карло II, Карла II Филип I, Филипа Филиберт II, а Филиберта Карло III. Сви они били су слаби владари током чијих владавина је Савоја била под француским утицајем. Током Италијанских ратова, Франсоа I је окупиран од стране француске војске. Франсоа је настојао да трајно припоји Савоју. Франсоа је 1536. године наредио окупацију војводства. Карло III није успео да одбрани државу. Независност државе обновљена је миром у Като Камбрезију 1559. године. Нова престоница постао је Торино.
Карло Емануел I проширио је територију војводства на штету господара Монферата и Салуца. Упамћен је као "Карло Велики", иако је касније доживео више пораза. Током 17. века утицај на Сардинију врши Париз. Због близине војводства Милана, француски војници стационирани су близу Торина. Карло Емануел и следећа три владара оријентисани су ка Француској која се бори за успостављање утицаја у Савоји са Хабзбуршком Шпанијом. Савоја је 1630. године страдала од епидемије куге. Рат за наслеђе Мантове (1628-1631) био је изузетно крвав. Монферато је опседнут. Током Шпанско-француског рата опседнут је Торино, престоница Савоје. Град је опљачкан 1639. године. Верски ратови погодили су и Савоју. Савојске трупе масакрирале су 1655. године велики број Валденга. Овај догађај познат је као "Пијемонтски Ускрс". Стране силе интервенишу и између Валденга и Савоје је 1664. године закључен мир.
Реформе Карла Емануела II наставио је његов наследник Виторио Амедео II од Сардиније. Успостављена је савојска милиција и први школски систем 1661. године. Карлу је узор био Луј XIV. Његова палата у Венариа Реалу грађена је по узору на Версај. Након Виториове смрти уступио је период регентства (1675-1684).
Након Деветогодишњег рата, Савоја улази у прву фазу Рата за шпанско наслеђе. Уследила је нова инвазија Француске. Еуген Савојски спасао је војводство освајања. По завршетку рата 1713. године, Савоји је прикључена Сицилија, а Виторио је добио краљевску титулу поред титуле војводе Савоје. Према Лондонском уговору (1718), Амадео је заменио Сицилију за Сардинију. Сардинија је проглашена за Краљевину. Током Француских револуционарних и Наполеонових ратова, Италија је окупирана од стране француских снага (1792-1815). Савоја је поново независна након Бечког конгреса (1814-1815). Споразумом у Торину, Савојско војводство припојено је Француској. Последњи војвода Савојски, Виторио Емануеле II Савојски, постао је први краљ Италије.